# Saint-Crépin (Charente Marittima)
Saint-Crépin è un comune francese di 273 abitanti situato nel dipartimento della Charente Marittima nella regione della Nuova Aquitania.

## Società

### Evoluzione demografica
Abitanti censiti